# Mark McCormack
Pour les articles homonymes, voir McCormack.
Mark Hume McCormack, né le 6 novembre 1930 à Chicago et mort le 16 mai 2003 à New York, est un avocat, agent de sportifs professionnels (en particulier dans le golf et le tennis) et auteur américain. Il est le fondateur et le président de l'International Management Group, aujourd'hui IMG, une organisation internationale de gestion qui gère les affaires commerciales pour des personnalités sportives et des célébrités.

## Biographie
McCormack est le fils unique d'un éditeur de Chicago nommé Ned McCormack. Diplômé du Collège de William et Mary (1951) et de la Yale Law School, il a brièvement servi dans l'armée américaine.Athlète accompli dans sa jeunesse, il se qualifie pour l'US Open de golf en 1958, mais échoue à remporter le trophée. Après son départ de l'armée, il travaille pendant quelques années comme avocat à Cleveland dans le cabinet Arter et Hadden.
En 1960, réalisant le potentiel du sport dans l'ère de la télévision, M. McCormack signe avec le golfeur Arnold Palmer comme premier client d'IMG qui furent bientôt suivis par Gary Player et Jack Nicklaus. IMG et les clients McCormack comprennent des personnalités sportives comme Björn Borg, Chris Evert, Pete Sampras, Michael Schumacher, Derek Jeter, Charles Barkley et le mannequin Kate Moss. Il gère également des projets spéciaux pour Margaret Thatcher, Mikhaïl Gorbatchev et Jean-Paul II. Dans les années 1990, IMG devient la première agence de Tiger Woods.
McCormack publie aussi de nombreux livres, y compris le best-seller "What They Don't Teach You at Harvard Business School" (paru en français sous le titre :"Tout ce que vous n'apprendrez jamais à Harvard" - Notes d'un homme de terrain - (Rivages/Les Echos - Avril 1985), occupe pendant 21 semaines consécutives la place de no 1 sur la liste bestsellers du New York Times et « la terrible vérité à propos des avocats ». Sa publication annuelle Le Monde du golf professionnel, publié pour la première fois en 1967, est devenue un équivalent du Wisden Cricketers' Almanack pour les amateurs de golf, et incluait dans ses pages le premier système de classement mondial (non officiel). Le système utilisé pour le calcul du « McCormack's World Golf Rankings » est adapté en 1986 pour devenir l'Official World Golf Ranking - McCormack présidant le comité de classement, composé de représentants de tous les circuits majeurs du golf.
McCormack et son épouse Betsy Nagelsen-McCormack fondent le McCormack-Nagelsen Tennis Center au Collège de William et Mary, siège de l'Intercollegiate Tennis Association Women's Collegiate Tennis Hall of Fame. McCormack meurt dans un hôpital de New York le 16 mai 2003, après avoir subi un accident cardiaque quatre mois plus tôt qui l'a laissé dans le coma. Sa seconde épouse, leur fille et les enfants Breck, Todd et Leslie de son mariage de longue date avec Nancy Breckenridge McCormack se sont ensuite partagé 750 millions de dollars lorsque les actions de la famille dans IMG ont été vendues.

## Honneurs
En juillet 2006, McCormack est sélectionné pour être intronisé au World Golf Hall of Fame dans la catégorie œuvre d'une vie, et il a été intronisé en octobre 2006. Le 23 janvier 2008, il est également intronisé au International Tennis Hall of Fame, bien que son action prédatrice a parfois privé de couverture médiatique de très grands événements sportifs du fait des exorbitants tarifs demandés, tel le fameux Super Saturday de septembre 1984, où Navratilova, Evert, McEnroe, Connors, Lendl et Cash n'ont pas pu être admirés en Europe du fait des tarifs de retransmission demandés par McCormack pour ces deux demi-finales d'anthologie et cette finale dame qui passe pour la meilleure jamais disputée à Flushing Meadow. Il a été présenté comme l'un des 400 Américains les plus riches en 1995, 1998, 2001. En 1990, il est nommé « homme le plus puissant dans le sport »  par le Sporting News.
Le film La Plus Belle Victoire (2004), réalisé par Richard Loncraine, lui est dédié.
La médaille Mark H. McCormack est attribuée aux meilleurs golfeurs dans le World Amateur Golf Ranking.